# 3 Juno
3 Juno  je asteroid kojeg je otkrio 1. rujna 1804. Njemački astronom Karl Ludwig Harding, koristeći skromni 2-inčni teleskop. Juno je treći otkriveni asteroid, iza Ceresa i Pallasa.

## Porijeklo imena
Juno je dobio ime po božici Junoni, rimskoj vrhovnoj božici.
Po uzoru na stara češka imena planeta, kajkavci su jedno vrijeme upotrebljavali ime Lucka (Luczka po starom kajkavskom pravopisu).

## Putanja i dimenzije
Juno boravi u glavnom asteroidnom pojasu gdje je, s promjerom od oko 234 km, jedan od najvećih asteroida. Juno je ujedno i glavni asteroid asteroidne obitelji Juno. Juno je asteroid S-tipa, što znači da mu je albedo visok, te da je sastavljen od nikla, s primjesama željeza i manezijevih silikata.
Prema hipotezi koju je 1999. iznio James L. Hilton, Juno je 1839. neznatno izmijenio putanju, vjerojatno zbog udara ili bliskog susreta s drugim asteroidom.

## Istraživanje
Juno 19. veljače 1958. prošao ispred zvijezde SAO 112328, a praćenje ove pojave je ujdno bilo i prvo praćenje okultacije zvijezde nekim asteroidom. U međuvremenu je promatrano još nekoliko junovih okultacija.
Juna je, uz pomoć adaptivne optike 2003. snimio i Hooker Telescope na zvjezdarnici Mount Wilson.
Promjer ovog asteroida nepravilnog oblika je oko 267 km. Infracrvene snimke otkrile su na površini Juna krater promjera oko 100 km, za koji se vjeruje da je nastao kao rezultat relativno nedavnog (u geološkim mjerilima) udara. Spektroskopske snimke površine Junoa sugeriraju da je Juno po sastavu srodan kondritima, vrsti kamenih meteorita građenih od silikata bogatih željezom, kao što su olivin i piroksen.